# Öderberg
Der Öderberg ist ein 1267 m ü. NHN hoher schwach ausgeprägter Vorgipfel des Pfaffenkopfes bei der Schindergruppe im bayrischen Mangfallgebirge.
Der höchste Punkt ist nur weglos zu erreichen, jedoch führt über den nahen Sattel ein Steig zur Kogeltalalm.